# Ischnocolus jickelii
Ischnocolus jickelii är en spindelart som beskrevs av Ludwig Carl Christian Koch 1875. Ischnocolus jickelii ingår i släktet Ischnocolus och familjen fågelspindlar.
Artens utbredningsområde är Etiopien. Inga underarter finns listade i Catalogue of Life.